# Diaphorus nitidulus
Diaphorus nitidulus är en tvåvingeart som beskrevs av Octave Parent 1927. Diaphorus nitidulus ingår i släktet Diaphorus och familjen styltflugor. Inga underarter finns listade i Catalogue of Life.